# ایران درودی
ایران دَرّودی (۱۱ شهریور ۱۳۱۵ – ۷ آبان ۱۴۰۰ نیشابور) نقاش ایرانی بود. او همچنین کارگردان، نویسنده، منتقد هنری و استاد دانشگاه رشته تاریخ هنر بود. درودی به عقیده برخی منتقدان پیرو مکتب فراواقع‌گرایی (سورئالیسم) بود. مجله کارفور، چاپ فرانسه، در نقد آثار درودی فضای کارهای وی را شبیه آثار سالوادور دالی و ماکس ارنست دانست. درودی در سال ۱۹۷۰ به درخواست دانشجویان دانشگاه صنعتی شریف به تدریس تاریخ هنر در این دانشگاه پرداخت. او از پیشگامان نقاشی نوگرای ایران و از چهره‌های شناخته شده هنر ایران در سطح بین‌المللی بود.

## زندگی
ایران درودی در ۱۱ شهریور ۱۳۱۵ در خانواده‌ای اشرافی در نیشابور زاده شد. پدرش خراسانی و مادرش قفقازی بود. تبار پدری‌اش بازرگان بودند و مادرش به همراه خانواده پس از انقلاب اکتبر و تشکیل کشور شوروی از قفقاز به ایران مهاجرت کردند.
او در کودکی با خانواده به اروپا مهاجرت کرد؛ اما با شروع جنگ جهانی دوم، خانواده او که ساکن هامبورگ بود، یک سال پس از شروع جنگ از طریق لهستان به ایران بازگشت و مدتی در مشهد و سپس ساکن تهران شد. درودی در مدرسه به دلیل علاقه به نقاشی به کلاس‌های آزاد طراحی و نقاشی می‌رفت. وی در سال ۱۹۵۴ برای تحصیل در رشته نقاشی در دانشکده بوزار در پاریس به تحصیل مشغول شد و در سال‌های ۱۹۵۴ تا ۱۹۵۸ به یادگیری هنر در آموزشگاه‌ها و دانشکده‌های گوناگون از جمله مدرسه هنرهای زیبای پاریس (بوزار)، مدرسه لوور پاریس، دانشکده سلطنتی بروکسل (ویترای)، انستیتوی آر.سی.آی. نیویورک (رشته تهیه و کارگردانی برنامه‌های تلویزیون) پرداخت. پس از پایان تحصیلات به ایران بازگشت و در اردیبهشت ۱۳۳۹ آثارش در تالار فرهنگ تهران به نمایش گذاشته شد.

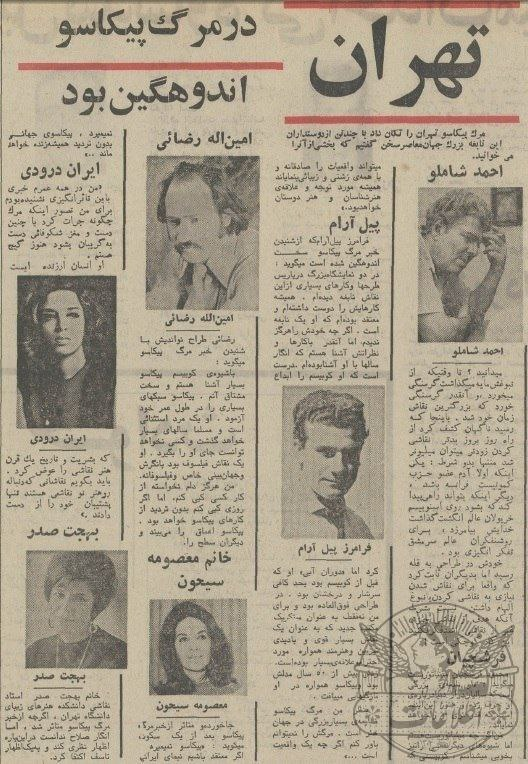
ویژه‌نامه روزنامه اطلاعات، درباره مرگ پابلو پیکاسو، با سخنانی از احمد شاملو، فرامرز پیلارام، امین‌الله رضایی، معصومه سیحون، ایران درودی، بهجت صدر

فرح پهلوی در همسایگی آن‌ها زندگی می‌کرد و زمانی که درودی در فرانسه تحصیل می‌کرد فرح پهلوی مشتاق صحبت با درودی و گرفتن راهنمایی‌هایی از او در زمینه نقاشی بود. خواهرش، پوران درودی، طراح لباس بود که طراحی و دوخت شنل تاج‌گذاری فرح را انجام داد. همچنین
ایران درودی در سال‌های دهه ۱۳۴۰ خورشیدی در شهرهای مختلف اروپا آثار خود را در نگارخانه‌های مختلف به نمایش گذاشت و سپس به آمریکا رفت. در آمریکا با پرویز مقدسی کارگردان تئاتر و سینما ازدواج کرد. هر چند دوران زندگی مشترک این دو با مرگ زود هنگام مقدسی به پایان رسید اما تأثیر بسیار عمیقی بر درودی گذاشت و او دیگر هرگز ازدواج نکرد.
پس از مرگ پابلو پیکاسو، روزنامه اطلاعات در ۲۰ فروردین ۱۳۵۲ از بزرگان نقاشی ایران شامل بهجت صدر، امین‌الله رضایی، محمود فرشچیان، معصومه سیحون، فرامرز پیلارام و ایران درودی دعوت کرد و گفته‌های آن‌ها را در ویژه‌نامه خود منتشر نمود.
ایران درودی در بیش از ۶۳ نمایشگاه انفرادی و بیش از ۲۵۰ نمایشگاه گروهی در ایران و سراسر جهان، آثار خود را به دید عموم گذاشت. او با نوشتن کتاب در فاصلهٔ دو نقطه به نویسندگی نیز روی آورد.

## سبک
برخی منتقدان، سبک او را در حد فاصل بین سورئالیسم و سمبولیسم توصیف می‌کنند و برخی دیگر هر دو را درست می‌دانند. به گمان عده‌ای دیگر اما او پیرو مکاتب متعارف نیست. بلکه به نوعی اصالت سبکی رسیده و شیوه هنری وی ایران درودیسم است. درودی از طبقه‌بندی شدن در چارچوب‌ها و سبک‌ها گریزان بود؛ زیرا ضمن ترسیم جهان، تصاویر ذهنی و رویاهای بلندپروازانه خود در میان گل‌هایی روییده و دورنماهای غریب نورانی، مفاهیم برخاسته از فرهنگ خود را بیان می‌دارد که درک آن در هیچ قالبی نمی‌گنجد. ایران درودی تنها زن از مشرق زمین است که شاگرد مستقیم سالوادور دالی به‌شمار می‌آید؛ اگرچه سبک وی در نقاشی تا اندازه زیادی از نگره‌های مطلق‌گرا و نسبی‌گرا گذر کرده و بسوی نوعی نگاه بسیط و عمیق‌گرا در حرکت بود. بیشتر مناظر در آثار درودی، حاشیه کویر و گل‌هایی خاص با دیوارهایی شیشه‌ای و افق است که به آثار وی فضایی خاص و عمیق بخشیده‌اند.
مرواریدهایی که ایران درودی در بسیاری از تابلوهایش می‌کشد یادگار خواهر او هستند. مرواریددوز قابلی بود و گل‌ها نیز نماد مردم هستند.

## درگذشت
ایران درودی در ۱۱ شهریور ۱۴۰۰ به بیماری کرونا مبتلا شد اما بهبود یافت. او سرانجام صبح ۷ آبان ۱۴۰۰ در سن ۸۵ سالگی در آی‌سی‌یو بیمارستان دی تهران، پس از یک دوره بیماری چندماهه درگذشت. وی در قطعه هنرمندان بهشت زهرا به خاک سپرده شد.

فرح پهلوی، در بیانه‌ای به مناسبت درگذشت ایران درّودی از نقش وی در راه‌اندازی موزه هنرهای معاصر ایران می‌گوید:
هنرمند بزرگ ایران درودی در همسایگی ما زندگی می‌کرد و من او را از جوانی می‌شناختم. روزی در نمایشگاه آثارش در تالار فرهنگ تهران، آرزوی دیرینه‌ای را با من در میان گذاشت: آرزویی که تحقق آن به تأسیس موزه هنرهای معاصر تهران انجامید.

## درّودی از منظر منتقدان
آندره مالرو
برای خانم ایران درّودی
کوشش برای آگاه کردن انسان‌ها از عظمتی که در آنهاست و از آن بی‌خبرند.
ژان کوکتو ۱۹۶۳
ایران درّودی عزیزم
گمان می‌کنم من از جمله معدود افرادی باشم که از گم شدن در میان دالان‌های پیچ در پیچی که نقاشانی بیشمار با چشمی پر از بیم و امید در آنجا به دنبال» می‌نوتور «می‌گردند ترسی ندارند. نقاش، دانسته یا ندانسته همیشه تصویر شخص خود را می‌کشد؛ زیرا شکلهای زندگی کاری با زندگی شکل‌ها ندارد، و این زندگی شکل‌ها جدا از پدیده «شبیه‌سازی» پرورده می‌شود. مدل فقط بهانه‌ای بوده‌است و نبودن مدل، نقاش را به مظهر مدل نزدیک می‌کند، که چیزی نیست مگر همان نیروی ژرف و نهفته‌ای که در درون ما جای دارد و هنرمند جز ترجمان آن، جز واسطه احضار آن نیست.
هوشنگ طاهری
خرداد ۱۳۵۲
... آثار درّودی از نوعی اندیشه کمال یافته سرشار است. این هنرمند با دست یافتن بر تکنیکی پر توان و مسلط به خوبی توانسته‌است لطیف‌ترین و ظریف‌ترین ارتعاشات روحی خود را بر پرده تابلوهایش ترسیم کنند…
.. فرم‌ها بی‌آنکه در حالت بی‌وزنی خود به تجرید کامل گراییده باشند، در سرحد ممکن‌ها و ناممکن‌ها قرار گرفته‌اند. موج خروشان «نور» که سیاهی‌ها را می‌زداید و با قلم‌های پهن در رنگ شیری تصویر شده، از بی‌نهایت به جنبش درآمده تا مرز واقعیت عینی نزدیک شده‌است و عنصر «زمان» در جلوه‌گاه ابدی خویش همه چیز را در خود مستحیل کرده و جاودانگی یافته‌است… او با تکنیک شگفت خود، آن چنان ابعاد زمان و مکان را در قالبی رویاانگیز به تصویر می‌کشد. شاید چندان که بیمورد نباشد اگر ما او را تصویرگر ژرف‌اندیش لحظه‌های اثیری بنامیم…
جواد مجابی
تیرماه ۱۳۸۰ – تهران
نقاشی‌های ایران درّودی، به نور درخشان ایران وفادار مانده‌است. خاستگاه این روشنا، گاه جغرافیا است که از زاویة تند تابش آفتاب بر این اقلیم برمی‌آید، گاهی نور جنبه فرهنگی دارد به ازای روشنی‌اندیشی حکمت عرفانی ما، و از سویی درخششی تاریخی است و نور درونی زندگی جمعی اقوام ایرانی بر این فلات را باز می‌تاباند. در شعاع تابش این مهر فروزان، می‌توان از تابلوهای دوران جدید ایران درّودی شناخت بیشتر و لذتی افزون‌تر اندوخت…
... به خاطر نوع تابش آفتاب بر این سرزمین، منظره ساکن نمی‌ماند و دایم از رنگی به رنگ دیگر تغییر و تنوع می‌یابد، این دگرگونی منظره واحد در تابش نوری که هر دم رنگ و حجم دیگری به قاب تماشا می‌دهد، نگاه ایرانی را بر نور به عنوان عنصر خلاق و نیرویی آفرینشگر متمرکز کرده‌است. از جهان اساطیری به این سو، خورشید در این سرزمین، گاه در قلب آیین مهرپرستی و زمانی چون نماد آتش در کیش زردشتی، سپس در قرون تاریخی به مثابه نورالانوار عرفانی بر بینش ایرانی روشنی افکنده‌است…
لوتن شاعر و منتقد بلژیکی ۱۹۷۲
ایران درّودی نشانی از ایران
بر آن بودم ایران یا ایرانیان را در مفهوم آزاد آن ترجمه کنم
به یقین رنجی شعله‌ور اما خموش عمق اندوه خود را در انوارش ابراز نمی‌دارد. داشتن چنین نگاه نافذی به‌طور حتم مستلزم اندوختن تجربه‌ای است فراوان که‌گاه می‌بایست آن‌ها را با سعه صدر پذیرفت و حفظ کرد. بنگرید، این نگاه نافذ را در آثار این نقاش والا، هنرمند واقعی و در یک‌کلام مرید واقعی هنر اصیل، که آثارش مملو از هیجان است و واژه خدایی بودن را توصیف می‌کند و من او را خانم ایران درودی می‌نامم.
فرانک الگار نشریه کارفور، پاریس ۱۹۷۳
چگونه می‌توان یک زن ایرانی بود؟...
... گل‌هایی که در طبیعت وجود ندارند، شاخسارهایی که از مرداب‌ها سر برمی‌آورند دورنماهای وهم انگیزی که در آن‌ها اشیاء معمولی و اختراعی، غریب و بی‌مناسبت قد می‌افرازند و از می‌انشان، در جوّی محو و رؤیایی، ویرانه یا هیولایی از تخت جمشید ظاهر می‌شود.
اگر هنر نقاشی تعبیر شاعرانه و انتزاعی واقعیت است، ایران درّودی یک نقاش راستین است. سورئالیسم او نیازی به دستمایه‌های فرسوده از فرط استعمال ندارد. او برای بیان خویشتنش کافی است که دست به گنج سنت نمادین ایران، ایران سعدی و بهزاد فرو برد
آلفونسو دنو ویلاته یی اورتیز، مجله نوودادِس، ۱۰ مه ۱۹۷۶
بینش‌ها
... گوته می‌گوید: «فرایند روشی بدیع را سبک گویند» و این تعریف در خور آثار درّودی است. همین‌طور توصیف پل کله در باب برتری تراژیک اندیشه، «دل در قلمرو سر قرار دارد.» در مورد او صادق است…
یک دورنما، می‌عان حضوری که بخار گونه در قارهای صامت هذیان بصری و در شهوانیت رنگ مستحیل می‌شوند سطوحی بس راز آمیز است که با یکدیگر درآمیخته‌اند. احساسی درونی، چگونگی از هم پاشیدن پاره‌های واقعیت، به آثاری تجسمی گوناگون مبدل می‌شوند که با تضاد، خود آشفتگی و ابهام هنر در عصر کنونی، خود را متجلی می‌سازد…
آنتونیو رودریگز، ال ناسیونال، ۲۳ مه ۱۹۷۶
نقاشان بزرگ جهان در مکزیک
... اکنون یکی از نقاشان بزرگ معاصر، در مکزیک است. ایران درّودی که دیدگاه‌های متفاوتی را از فرهنگ چند هزار سالهٔ خود به ارمغان آورده‌است…
... من او را یک هنرمند» آزاد» می‌خوانم، که تصاویری از کمال و اعتلا می‌آفریند، در عین حال که رها از هر قیدی به سوی نقطه‌ای که هدف قرار داده یا آفریده‌است راه می‌پوید. جهانی اعجاب‌انگیز و جادویی که در آن شادی و غم، تهور و تواضع، خون و گل به یکدیگر جوش می‌خورند و واقعیت و رؤیا در هم می‌آمیزند…
... تصویرپردازی غنی او از فضایی غیرواقعی و تأثیرهای ظریف و گذرای موسیقی سرشار است. او بدین سان رنگ‌ها را به آواز وامی‌دارد. صوت تصاویر او از تک مضراب نرم تا غرش خوف‌انگیز و سکوت غمبار کویر را در بر می‌گیرد، در حالی که جهان غیرواقعی و تخیلی او از رؤیا به واقعیت خشن هیروشیما رو می‌کند…

## فعالیت‌ها
- ۶۳ نمایشگاه انفرادی و بیش از ۲۵۰ نمایشگاه گروهی درکشورهای ایران، فرانسه، بلژیک، سوئیس، آمریکا، مکزیک، ژاپن، استرالیا، کانادا، موناکو، آلمان و امارات متحده عربی.

از سال ۱۹۶۴- عضو کنگرهٔ بین‌المللی هنرمندان و منتقدان ریمینی. وروکیو، و سان مارینو، ایتالیا.
- از سال ۱۹۶۷ تا ۱۹۷۲ - تهیه‌کننده و کارگردان بیش از ۸۵۰ ساعت فیلم مستند و برنامهٔ تلویزیونی برای تلویزیون ایران تحت عنوان «شناسایی هنر».
- ۱۹۶۸ - کارگردان فیلم مستند «بی‌ینال ونیز» به مدت ۵۵ دقیقه.
- از سال ۱۹۷۰ تا ۱۹۷۲ - استاد مدعو دانشگاه صنعتی شریف، جهت تدریس «تاریخ و شناسایی هنر».
- سلسه سخنرانی‌های دربارهٔ «نقاشی» و «نقش زن در تاریخ و هنر» معاصر ایران
- سخنرانی‌ها دربارهٔ «هنر ایران» (۱۹۹۸- انجمن فرهنگی ایرانیان مقیم بلژیک، بروکسل و کتابخانه مرکز مطالعات ایران، لندن. ۱۹۹۹- دانشگاه «ویرجینیا تک» ویرجینیا، دانشگاه «یو.سی.ال.ای.» لوس آنجلس و دانشگاه «برکلی» سانفرانسیسکو همچنین «انجمن متخصصین» سن خوزه، و «انجمن سخن» سانفرانسیسکو، «انجمن سخن» لوس آنجلس، «انجمن فرهنگی ایرانیان» سکرمنتو و «انجمن فرهنگی ایرانیان» نیو جرسی.
- تحقیق دربارهٔ «هنر هخامنشیان» چاپ در مجله سخن و نگین ۱۳۴۶ و ۱۳۴۷.
- سلسه مقالات و نقد دربارهٔ نقاشی در مطبوعات ایران.

### نمایشگاه‌های فردی
- ۱۳۳۷ (۱۹۵۸)- «مرکز هنرهای میامی بیچ».
- ۱۳۳۷ (۱۹۵۸)- دانشگاه کلمبیا، آمریکا.
- ۱۳۳۸ (۱۹۵۹)- هتل «هیلتون»، تهران.
- ۱۳۳۸ (۱۹۵۹)- «تالار فرهنگ»، تهران.
- ۱۳۳۸ (۱۹۶۱)- «انجمن ایران و آمریکا»، تهران.
- ۱۳۴۰ (۱۹۶۱)- «تالار فرهنگ»، ایران.
- ۱۳۴۲ (۱۹۶۳)- موزهٔ «ایکسل»، بروکسل.
- ۱۳۴۳ (۱۹۶۴)- نگارخانه «سنتاماریا پیزا»، میلان.
- ۱۳۴۳ (۱۹۶۴)- نگارخانه «بورخس»، تهران.
- ۱۳۴۴ (۱۹۶۵)- «انجمن ایران و آمریکا»، تهران.
- ۱۳۴۸ (۱۹۶۹)- نگارخانه «نگار»، تهران.
- ۱۳۴۹ (۱۹۷۰)- هتل «هیلتون»، تهران.
- ۱۳۴۹ (۱۹۷۰)- دانشگاه «صنعتی شریف»، تهران.
- ۱۳۵۱ (۱۹۷۲)- انستیتو «گوته»، تهران.
- ۱۳۵۲ (۱۹۷۳)- نگارخانه «اسپس ۲۰۰۰» نیویورک.
- ۱۳۵۲ (۱۹۷۳)- انستیتو «گوته»، آبادان، شیراز، مشهد، اصفهان.
- ۱۳۵۲ (۱۹۷۳)- نگارخانه «دروآن»، پاریس.
- ۱۳۵۲ (۱۹۷۳)- نگارخانه «آرتیوم آرتیست»، ژنو.
- ۱۳۵۳ (۱۹۷۴)- نگارخانه «۲۱»، زوریخ.
- ۱۳۵۳ (۱۹۷۴)- «شرکت ملی نفت ایران»، آبادان.
- ۱۳۵۳ (۱۹۷۴)- دانشگاه «فردوسی» مشهد.
- ۱۳۵۴ (۱۹۷۵)- نگارخانه «دروّدی»، تهران.
- ۱۳۵۴ (۱۹۷۵)- نگارخانه «دروآن»، توکیو.
- ۱۳۵۴ (۱۹۷۵)- نگارخانه «لانگارخانها»، مکزیکوسیتی.
- ۱۳۵۵ (۱۹۷۶)- نگارخانه «اریتاژ»، تورنتو.
- ۱۳۵۵ (۱۹۷۶)- موزهٔ «هنرهای زیبا»، مکزیکوسیتی.
- ۱۳۵۵ (۱۹۷۶)- دانشگاه «فردوسی» مشهد.
- ۱۳۵۵ (۱۹۷۶)- دانشگاه اصفهان.
- ۱۳۵۵ (۱۹۷۶)- «شرکت ملی نفت ایران»، آبادان.
- ۱۳۵۵ (۱۹۷۶)- «تلویزیون ملی ایران»، شیراز.
- ۱۳۵۵ (۱۹۷۶)- نگارخانه «الکساندر»، تهران.
- ۱۳۵۷ (۱۹۷۸)- «باشگاه نخست‌وزیری» تهران.
- ۱۳۵۷ (۱۹۷۸)- هتل «اینترکنتینتال»، ژنو.
- ۱۳۶۱ (۱۹۸۲)- نگارخانه «موت»، ژنو.
- ۱۳۶۶ (۱۹۸۷)- نگارخانه «بایول»، پاریس.
- ۱۳۶۷ (۱۹۸۸)- سالن «رولان گاروس»، «پاله دوشایو»، پاریس.
- ۱۳۶۷ (۱۹۸۸)- استودیو «کیو»، نیوجرسی.
- ۱۳۶۷ (۱۹۸۸)- نگارخانه «آرت دکور»، واشینگتن دی.سی.
- ۱۳۶۸ (۱۹۸۹)- «فرست کردیت بانک»، لوس آنجلس.
- ۱۳۷۰ (۱۹۹۱)- مرکز فرهنگی «M.O.R.C. A» پاریس.
- ۱۳۷۰ (۱۹۹۱)- «بنیاد فرهنگی ایران»، دوسلدورف.
- ۱۳۷۱ (۱۹۹۲)- «مجموعهٔ فرهنگی آزادی»، تهران.
- ۱۳۷۱ (۱۹۹۲)- نگارخانه «سپهری»، تهران.
- ۱۳۷۳ (۱۹۹۴)- نگارخانه «۵۴» نیویورک.
- ۱۳۷۳ (۱۹۹۴)- «سازمان ملل»، نیویورک.
- ۱۳۷۴ (۱۹۹۵)- نگارخانهٔ «برگ»، تهران.
- ۱۳۷۸ (۱۹۹۹) - نگارخانه «حوریان» سانفرانسیسکو.
- ۱۳۷۸ (۱۹۹۹)- دانشگاه «ویرجنیاتک» ویرجنیا، آمریکا.
- ۱۳۷۸ (۱۹۹۹)- دانشگاه «U.C.L.A.» لس‌آنجلس.
- ۱۳۸۱ (۲۰۰۲)- «خانهٔ هنرمندان»، تهران.
- ۱۳۸۱ (۲۰۰۲)- موزهٔ «هنرهای معاصر»، اصفهان.
- ۱۳۸۲ (۲۰۰۳)- نگارخانه «پگاه»، کرمان.
- ۱۳۸۷ (۲۰۰۸)- موزهٔ «هنرهای معاصر»، تهران.
- ۱۳۸۷ (۲۰۰۸)- نگارخانه «شیرین»، تهران.
- ۱۳۹۲ (۲۰۱۳)- «خانهٔ هنرمندان»، تهران.
- ۱۳۹۲ (۲۰۱۳)- موزهٔ «هنرهای معاصر» تهران، رونمایی از چاپ پانزدهم کتاب «در فاصلهٔ دو نقطه… !» همراه با نمایش آثار ایران درّودی متعلق به گنجینه موزه.

### نمایشگاه‌های گروهی
درودی در نمایشگاه‌های گروهی فراوانی در ایران و در سطح بین‌الملل شرکت داشته که از متأخرترین آن‌ها می‌توان به نمایشگاه هنرمندان پیشکسوت اشاره کرد. این نمایشگاه در آبان ۱۳۹۸ در فرهنگسرای نیاوران برگزار شد و طی آن آثار درودی در کنار آثار چهره‌های شاخصی نظیر حسین محجوبی، طاها بهبهانی، حسین نوری، علی فرامرزی و ناصر هوشمند وزیری به نمایش درآمد.

## انتشارات
- ۱۹۷۳- ایران درّودی (آثار نقاشی ۱۳۵۲–۱۳۳۸) چاپ اول، ناشر: مؤلف.
- ۱۹۷۶- ایران درّودی (آثار نقاشی ۱۳۵۲–۱۳۳۸) چاپ دوم، ناشر: انتشارات امیر کبیر.
- ۱۹۹۷- در فاصلهٔ دو نقطه…! زندگی‌نامه نقاش به قلم خود او، ناشر: «نشر نی»
- ۲۰۰۴- چشم شنوا (آثار نقاشی) ناشر: مؤلف
- ۲۰۱۸ ـ در فاصله دو نقطه…! چاپ بیستم
- انتشار اثر «نفت» درّودی در سال ۱۹۶۹ که احمد شاملو شاعر معاصر ایران آن را «رگهای زمین رگ‌های ما» نامید و نقشی مهم در معرفی نقاش معاصر ایران به جهانیان از طریق مطبوعات داشت و مجلات لایف (LIFE)، تایمز (TIMES)، نیوزویک (NEWSWEEK) نیوزفرانت (NEWSFRONT) و بسیاری دیگر هر یک دو صفحه تمام رنگی به چاپ این اثر اختصاص دادند و پوس‌تر آن نیز در تیراژ حدود یک میلیون به‌طور جداگانه به بازار عرضه و در سال ۱۹۷۰ تجدید چاپ گردید.

## آثار ساخته‌شده

### ادبیات
احمد شاملو در ۱۴ اسفند ۱۳۵۱ شعری به‌نام «اشارتی» سروده‌است. این شعر به ایران درودی اهدا شده و در مجموعه ابراهیم در آتش منتشر شده‌است. این شعر که به نقاشی می‌پردازد در کتابی که از آثار درودی منتشر شد به عنوان مقدمه آمده‌است.

### سینما
- فیلم «مستندی دربارهٔ ایران درّودی» به کارگردانی حسن امامی
- فیلم «چه شگفت است عشق، که هم زخم است و هم مرهم» به کارگردانی بنکدار و علیمحمدی
- فیلم «ایران درّودی، نقاش لحظه‌های اثیری» به تهیه و کارگردانی بهمن مقصودلو
- ۱۳۸۴ - فیلم چه شگفت است عشق که هم زخم است و هم مرهم به کارگردانی امید بنکدار و کیوان علی‌محمدی دربارهٔ ایران درودی ساخته شده‌است.[۱۶]

## تألیفات دربارهٔ ایران درّودی
١. گفت‌وگو با ایران درّودی، مهدی مظفری ساوجی، تهران، نشر ثالث، ۱۴۰۲، چاپ هفتم.
٢. نقاشی با نور (گفت‌وگو با ایران درّودی)، مهدی مظفری ساوجی،  تهران، انتشارات دیدآور، ۱۴۰۳، چاپ دوم.
٣.  قصّه انسان و پایداری‌اش (شناختنامهٔ ایران درّودی)، مهدی مظفری ساوجی، تهران، انتشارات سخن، ۱۳۸۸.